# WaterWorld
WaterWorld (znany również jako Water World) – rodzinny aquapark ulokowany w hiszpańskim kurorcie Lloret de Mar. Jest jednym z największych parków wodnych w Europie.

## Atrakcje
W parku jest ponad 20 atrakcji m.in:
- Kamikaces – olbrzymia zjeżdżalnia wodna, zjazd odbywa się w przeciągu kilku sekund
- Shtorm – zjeżdżalnia z tzw. „lejkiem”, do którego spada się do brodzika pionowo
- X-treme Mountain – zjeżdżalnia pontonowa, przejazd odbywa się w przeciągu 1 minuty. Otwarty w okresie letnim, czyli maj-wrzesień
- Water Mountain – największa zjeżdżalnia pontonowa w parku. Przejażdżka trwa niecałe 2 minuty. Otwarty w miesiącach kwiecień-październik